# Platipneja-ortodeoksija sindrom
Platipneja-ortodeoksija  sindrom (akronim POS) je redak oblik pozicione dispneje (platipneje) i hipoksemije (ortodeoksija). Simptomi se pojavljuju kada je pacijent u uspravnom položaju a smanjuje kada je pacijent u ležećem položaju. Ovo stanje je suprotno onom koje se obično javlja u slučajevima uznapredovale dekompenzacije srca i može predstavljati ozbiljan dijagnostički problem, i zato se POS najčešće razmatra tek nakon što se isključe gotovo sve druge moguće dijagnoze.

## Epidemiologija
Prevalencija ovalnog otvora srca ili pretkomorskog defekta septuma (atrijalnog septalnog defekta ASD) kao uzroka fiziološki značajnog platipneja-ortodeoksija  sindroma nije poznata. Sam ovalni otvor kao defekt javlja kod oko 20% do 34% osoba, a ASD značajno ređe.
Trenutno ne postoje podaci za proceni učestalosti platipneje kod platipneja-ortodeoksija sindroma, pa u većini slučajeva sindrom ostaje neprimećena osim ako se kliničari posebno ne pozabave ovim simptomima. Dodatno, istraživanje stepena dispneje ili zasićenosti kiseonikom u uspravnom i sedećem položaju obično nije deo rutinskog merenja vitalnih znakova ili fizikalnog pregleda; stoga se pozicione promene u oksigenaciji kod platipneja-ortodeoksija sindroma mogu lako prevideti.

## Etiopatogeneza
Iako je platipneja-ortodeoksija sindrom prvi put opisana u kasnim 1940-im, njen patofiziološki mehanizam još uvek nije u potpunosti shvaćen.  Uzroci se mogu svrstati u četiri osnovne grupe: 
- intrakardijalni defekt (šant),
- plućni defekt (šant),
- ventilacijsko-perfuzijska neusklađenosti,
- kombinacija prethodnih stanja.[1]

Sindrom je povezan sa srčanom, plućnom, trbušnom i vaskularnom bolešću (funkcionalna komponenta) i/ili zajedno sa šantom (anatomska komponenta). Najčešći opisani uzroci su desno-levi interkomorski šant sa foramenom ovale ili pretkomorski septalni defekt (ASD) u prisustvu plućne hipertenzije.Varijacije u veličini i položaju defekta (šanta) u tim situacijama ostaje u potpunosti razumljive. 
Smatra se da kod ovog sindroma uspravni položaj tela menja situaciju ili remeti komunikaciju krvi kroz srčani defekt (šant), jer kroz defekt uvećava protok krvi kroz donju šuplju venu i levu pretkomoru.

## Klinička slika
U ovom sindomu, pored simptoma osnovne bolesti dominiraju i specifični simptomi — platipneje i ortodeoksija koji se javljaju kada je pacijent u uspravnom položaju a razređuju (ublažavaju) kada je pacijent u ležećem položaju.

## Dijagnoza
Dijagnoza platipneja-ortodeoksija sindrom  obično je složena i zahtieva temeljnu kliničku i radiološku procenu pacijenta. 
Kako tačna dijagnoza i klinički ishod zavisi o utvrđivanju osnovne etiologije sindroma, rana dijagnoza i ciljano i usaglašeno lečenje moguće je samo multidisciplinarnim pristupom, koji uključuje pulmologa, kardiologa, radiologa i respiratornog terapeuta.

## Terapija
U idealnom slučaju kod ovog sindroma se leči osnovni poremećaj i na taj način uklanjaju respiratorni simptomi. Ako to nije moguće zbog prirode osnovnog poremećaja, klinički tretman mora biti usmeren na edukaciju pacijenta i upravljanje simptomima.

## Spoljašnje veze
|  | Molimo Vas, obratite pažnju na važno upozorenje u vezi sa temama iz oblasti medicine (zdravlja). |